# Hamidouche
Hamidouche (de son vrai nom: Ahmed Khedim, en kabyle:Ḥmed Xeddim, ⵃⵎⴻⴷ ⵅⴻⴷⵉⵎ ) né le 14 août 1956 et mort le 5 juin 2002) est un chanteur Kabyle des années 1970, 1980, et 1990.

## Biographie
Hamidouche est né le 14 août 1956 à Agouni Bouaklane dans la commune de Makouda en Kabylie, issu d'une famille modeste de huit enfants et est père de quatre enfants. En 1964, il assista à un gala du chanteur Rachid Mesbahi, déclic qui lui a donné envie de se lancer dans la chanson. Il se fait connaître à l'aide de sa première chanson Aouiza semahasse, ce succès l'a propulsé au-devant de la scène et lui a permis d’enregistrer ce tube en 1978 en France.
Hamidouche évoque, dans ses chansons, toutes les joies et déceptions de la vie. Chanteur avec une voix inimitable, il a su apporter un renouveau dans la chanson kabyle qui a plu au public, jeune et moins jeune. Hamidouche est un digne représentant d'une génération d'artistes qui, entre le début des années 1970 et le milieu des années 1980, ont mis en lumière une musique kabyle modernisée, légère, insouciante, parfois grave et révoltée
Il décède le 5 juin 2002 à l'âge de 45 ans à Marseille des suites d'une longue maladie .
Le 9 juin 2002, son corps est présenté une dernière fois dans sa villa qui se situe dans le village de feraoune situé à 3 Kilomètres à l'est de Tigzirt/Mer, un village qui lui habitait dans son cœur, là où il a fait tourner la plupart de ses clips.  Des milliers de personnes, dont de nombreuses personnalités Lounis Aït Menguellet, Baaziz, Agraw Boudjemâa, Tel que des artistes (art visuel) comme bâaziz Hammache..., entre autres se sont rassemblées pour voir le défunt. Il a été, ensuite, inhumé dans son village natal à Agouni Bouaklane.